# Cucullanus lophii
Cucullanus lophii is een rondwormensoort uit de familie van de Cucullanidae. De wetenschappelijke naam van de soort is voor het eerst geldig gepubliceerd in 1956 door Campana-Rouget & Chabaud.